# Терапевтическая рекреация
Согласно Американской ассоциации терапевтической рекреации (ATRA), рекреационная терапия или терапевтическая рекреация (TR) - это систематический процесс, использующий рекреацию и иные активности в качестве вмешательства для удовлетворения особых потребностей лиц с инвалидизирующими состояниями, а также средство для восстановления психического и физического здоровья, достижения благополучия.
Работа рекреационных терапевтов отличается от других специалистов здравоохранения тем, что для достижения целей благополучия они используют только досуговые активности. Они работают с клиентами, чтобы улучшить двигательные, социальные и когнитивные функции, укрепить уверенность, развить навыки преодоления трудностей и интегрировать навыки, приобретенные в лечебных учреждениях, в общественные условия. Области вмешательства варьируются достаточно широко и основаны на приятных и полезных интересах клиента. Примеры методов вмешательства включают в себя самые разные виды творчества (например, музыка, танцы, актерское мастерство и т.д.), настольные игры, спортивные состязания, в том числе и такие как хакатоны, танцевальные турниры, и мероприятия по совершенствованию навыков (двигательных, сенсорных, когнитивных, коммуникативных и поведенческих).

## Методы

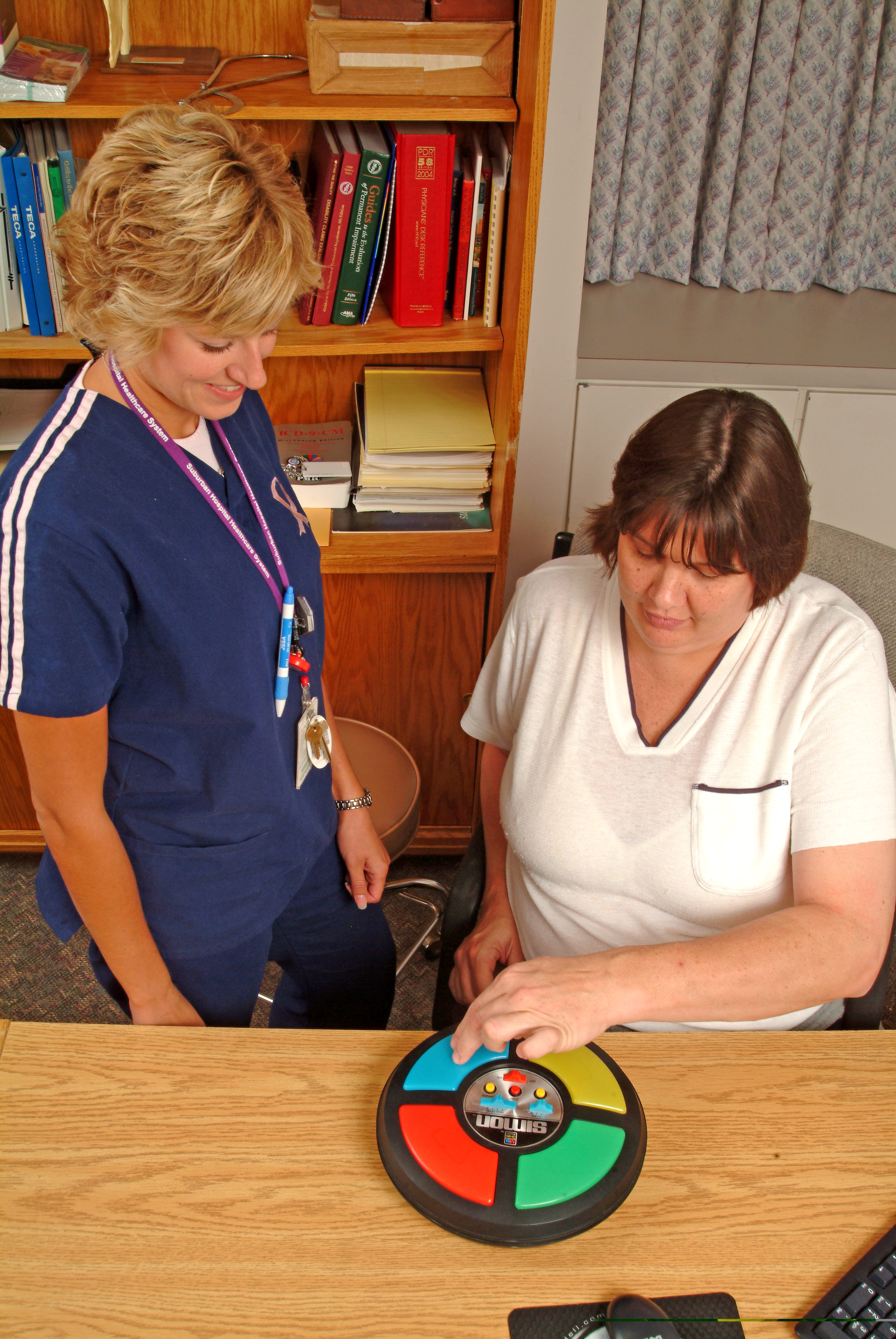
Пациентка играет в Саймон на сеансе терапевтической рекреации

Существуют 4 метода рекреационной терапии:
- Рекреационные услуги: предоставление рекреационных услуг людям с ограниченными возможностями для проведения досуга и получения его преимуществ, часто это требует глубокого реабилитационного подхода. Цель - помочь клиентам достичь оптимального уровня здоровья и благополучия.
- Терапевтический подход: цель этого подхода носит лечебный характер. специалисты стремятся уменьшить и смягчить последствия болезней и инвалидности, а также может быть предписывающим для улучшения определенных функциональных возможностей.
- Комплексный или комбинированный подход: использование отдыха в качестве субъективного продолжения приятных занятий, а также оказание рекреационных услуг для целенаправленных изменений.
- Подход, основанный на способности к досугу: подход, который терапевтически использует досуговые мероприятия и полностью вовлекает клиентов в участие. Этот подход также включает широкую информационную огласку о преимуществах структурированного отдыха и повышение осведомленности о досуге. (Gun & Peterson, 1978).[2]

Восемь областей досуговой сферы: осведомленность о досуге, отношение к досугу, навыки проведения досуга, навыки социальной интеграции, участие в жизни общества, аспекты культурного и социального поведения, навыки межличностного общения.